# Spongia gracilis
Spongia gracilis är en svampdjursart som beskrevs av Cook och Patricia R. Bergquist 200. Spongia gracilis ingår i släktet Spongia och familjen Spongiidae. Inga underarter finns listade i Catalogue of Life.